# Tinh vân Đầu Ngựa
Tinh vân Đầu Ngựa (còn gọi là Barnard 33 trong tinh vân sáng IC 434) là một tinh vân tối trong chòm sao Lạp Hộ. Tinh vân này nằm dưới (về phía nam) Alnitak, ngôi sao bên trái ngoài cùng của vành đai Lạp Hộ, và là một phần của Tổ hợp đám mây phân tử Lạp Hộ. Nó nằm cách Trái Đất khoảng 1500 năm ánh sáng (1 năm ánh sáng xấp xỉ 9460 tỷ km). Nó là một trong những tinh vân dễ nhận ra nhất do hình dạng xoáy của đám mây khí và bụi tối, mà trông giống với hình đầu ngựa. Hình dạng này được Williamina Fleming chú ý lần đầu tiên năm 1888 trên tấm ảnh chụp B2312 tại Đài thiên văn Harvard (Harvard College).

## Đặc tính
Các màu đỏ sáng có nguồn gốc chủ yếu từ phân tử khí hydro đằng sau tinh vân, bị ion hóa bởi ngôi sao ở gần Sigma Orionis. Màu tối của Đầu Ngựa là do lớp bụi dày, mặc dù phần thấp hơn của cổ Đầu Ngựa tạo nên một bóng bên trái. Dòng khí thoát ra từ tinh vân có hình phễu do tác động của từ trường mạnh. Các điểm sáng trong tinh vân Đầu Ngựa là các ngôi sao non trẻ đang trong quá trình hình thành.

## Mô hình
Trong thập niên 1950 đã có những chứng cớ đầu tiên rằng tinh vân có liên quan đến các ngôi sao trẻ với sự nhận biết các ngôi sao thông qua các vạch phát xạ trong dải Hα và một vài đặc trưng điển hình khác của sao trẻ. Đến cuối thập niên 1980 quả thực đã xác định được một cách trực tiếp những ngôi sao trẻ đầu tiên (B33-1) thông qua quan sát tại bước sóng hồng ngoại của vệ tinh IRAS, và được phân loại là IRAS 05383-0228: Đây là một ngôi sao nằm ở phía đông bắc bị che khuất bởi đám khí bụi mà đám khí này có thể quan sát được trong bước sóng khả kiến. Khám phá này làm cho việc thiết lập một mô hình về đám mây của tinh vân là có thể, trong đó một vùng khí đậm đặc hơn môi trường xung quanh trong quá trình chia tách do bức xạ cực tím mạnh của các ngôi sao như σ Orion, được chụp từ phía đông của tinh vân. Mô hình này cũng áp dụng cho sự hình thành đám mây cầu Bok, trong mô hình này những trạng thái ban đầu của tinh vân Đầu Ngựa giống với các điều kiện ban đầu để hình thành đám mây cầu Bok, tương tự như đã quan sát được trong tinh vân Gum.
Tổng khối lượng của tinh vân Đầu Ngựa khoảng 27 M☉, dịch chuyển đỏ với vận tốc xuyên tâm khoảng 5 km.s−1.pc−1 về phía đông nam. Toàn bộ đám mây dạng cột khí xen phủ với IC 434. Kích thước và tốc độ dịch chuyển của tinh vân cho thấy sự hình thành của nó cách đây khoảng 500 000 năm, và tinh vân Đầu Ngựa sẽ trộn vào tinh vân IC 434 trong khoảng 5 triệu năm sau này.